# Genista ramosissima
Genista ramosissima är en ärtväxtart som först beskrevs av René Louiche Desfontaines, och fick sitt nu gällande namn av Jean Louis Marie Poiret. Genista ramosissima ingår i släktet ginster, och familjen ärtväxter. Inga underarter finns listade i Catalogue of Life.